# 一條輝良
一條輝良（1756年11月28日—1795年11月25日／寶曆六年十一月初七－寬政七年十月十四），号大勝寺，是江戶時代的公卿、光格天皇與仁孝天皇的關白，也是藤原北家攝關家的一條家當主。

## 生涯
一條輝良在寶曆六年（1756年）出生，是父母一條道香及池田靜子（池田政純長女，岡山藩藩主池田繼政養女）的長子。明和八年（1771年）任內大臣，後曾轉任右大臣、左大臣，至寬政三年（1791年）接替鷹司輔平成為關白。
寬政七年（1795年）他逝世，享年39歲。

## 家庭
- 父：一條道香
- 母：池田靜子
- 妻：德川懿姬（紀州藩藩主德川重倫長女）
- 子女：
  - 一條忠良
  - 西園寺実韶（日语：西園寺實韶）
  - 一條和子（三條公修室）
  - 一條輝子（伏見宮貞敬親王御息所）

| 王位覬覦者        | 王位覬覦者                                                       | 王位覬覦者                         |
| ----------------- | ---------------------------------------------------------------- | ---------------------------------- |
| 前任： 一條道香   | 一條家當主 1769年10月4日－1795年11月25日                         | 繼任： 一條忠良                    |
| 前任： 鷹司輔平   | 藤氏長者 1791年9月17日－1795年11月25日                           | 空缺下一位持有相同頭銜者：鷹司政熙 |
| 官衔              |                                                                  |                                    |
| 前任： 三條季晴   | 內大臣 1771年5月31日－1776年1月18日 1776年2月13日－1779年5月15日 | 繼任： 廣幡前豐                    |
| 前任： 西園寺賞季 | 內大臣 1771年5月31日－1776年1月18日 1776年2月13日－1779年5月15日 | 繼任： 近衛經熙                    |
| 前任： 三條季晴   | 右大臣 1779年5月15日－1787年7月11日                              | 繼任： 近衛經熙                    |
| 前任： 鷹司輔平   | 左大臣 1787年7月11日－1791年12月23日                             | 繼任： 鷹司政熙                    |
| 前任： 鷹司輔平   | 關白 1791年9月17日－1795年11月25日                               | 空缺下一位持有相同頭銜者：鷹司政熙 |
| 军职              |                                                                  |                                    |
| 前任： 九條道前   | 左大將 1769年2月15日－1776年1月22日                              | 繼任： 近衛經熙                    |